# Barnalu
Barnalu (nep. बर्नालु) – gaun wikas samiti we wschodniej części Nepalu w strefie Sagarmatha w dystrykcie Okhaldhunga. Według nepalskiego spisu powszechnego z 2001 roku liczył on 587 gospodarstw domowych i 2866 mieszkańców (1501 kobiet i 1365 mężczyzn).